# Herrarnas sprintstafett vid världsmästerskapen i nordisk skidsport 2011
Herrarnas sprintstafett vid Skid-VM 2011 avgjordes den 2 mars 2011 kl. 14:15 efter kval kl. 12:15 (lokal tid, CET) i Holmenkollen, Norge. Distansen var 1,5 km, vilken två åkare kör tre gånger vardera. De tre främsta från båda semifinalerna tar sig vidare till final, liksom de fyra bästa tiderna. Totalt körde alltså tio lag i finalen.
Guldmedaljörer blev Kanada, och laget bestod av Alex Harvey och Devon Kershaw. Detta var Kanadas första guld någonsin i ett skid-VM.

## Tidigare världsmästare
| År   | Ort        | Mästare |
| ---- | ---------- | ------- |
| 2005 | Oberstdorf | Norge   |
| 2007 | Sapporo    | Italien |
| 2009 | Liberec    | Norge   |

## Resultat - topp 15
| Placering | Namn                                     | Land      | Tid     |
| --------- | ---------------------------------------- | --------- | ------- |
| 1         | Devon Kershaw och Alex Harvey            | Kanada    | 19:10.0 |
| 2         | Petter Northug och Ola Vigen Hattestad   | Norge     | 19:10.2 |
| 3         | Aleksandr Panzjinskij och Nikita Kriukov | Ryssland  | 19:10.5 |
| 4         | Jens Filbrich och Tim Tscharnke          | Tyskland  | 19:10.9 |
| 5         | Sami Jauhojärvi och Ville Nousiainen     | Finland   | 19:11.1 |
| 6         | Denis Volotka och Aleksej Poltaranin     | Kazakstan | 19:21.5 |
| 7         | Jesper Modin och Emil Jönsson            | Sverige   | 19:22.0 |
| 8         | Jean Marc Gaillard och Cyril Miranda     | Frankrike | 20:19.1 |
| 9         | Renato Pasini och Loris Frasnelli        | Italien   | 19:32.4 |
| 10        | Torin Koos och Andrew Newell             | USA       | 20:01.6 |
| 11        | Peeter Kümmel och Kein Einaste           | Estland   | 19:51.8 |
| 12        | Ivan Bátory och Peter Mlynár             | Slovakien | 20:19.4 |
| 13        | Petr Novák och Dušan Kožíšek             | Tjeckien  | 19:52.1 |
| 14        | Max Hauke och Aurelius Herburger         | Österrike | 20:19.8 |
| 15        | Kouhei Shimzu och Yuizi Onda             | Japan     | 20:08.0 |